# Conqueror
Conqueror («Конкерор»; повна назва: «Tank, Heavy No. 1, 120 mm Gun, FV214 Conqueror») — британський важкий танк 1950-х років, розроблений у 1949—1952 роках для протистояння новим радянським важким танкам. За час серійного виробництва з 1955 по 1959 рік було випущено 185 «Конкерорів» і невелике число БРЕМ на їхній базі.

## Оператори
- Велика Британія: 1955–1966. Розгорнуто з BAOR лише у Західній Німеччині.